# Athlétisme aux Jeux méditerranéens de 2013
Navigation
Les compétitions d'athlétisme des Jeux méditerranéens de 2013 ont lieu à Mersin en Turquie, du 26 au 29 juin 2013. Les épreuves se dérouleront dans le Stade olympique de Mersin inauguré pour l'occasion et disposant de 25 534 places assises.

## Podiums

### Hommes
| 100 mètres | Emmanuel Biron 10 s 22                                                            | Ramil Guliyev 10 s 23                                                                          | Michael Tumi 10 s 25                                                                              |
| 200 mètres | Likoúrgos-Stéfanos Tsákonas 20 s 45                                               | Ramil Guliyev 20 s 46                                                                          | Sergio Ruiz 20 s 74                                                                               |
| 400 mètres | Matteo Galvan 45 s 59                                                             | Anas Beshr 45 s 79                                                                             | Mame-Ibra Anne 45 s 81                                                                            |
| 800 mètres | İlham Tanui Özbilen 1 min 44 s 00 CR                                              | Samir Jamaa 1 min 45 s 47                                                                      | Mohamed Ahmed Hamada 1 min 45 s 71                                                                |
| 1 500 mètres | İlham Tanui Özbilen 3 min 35 s 09                                                 | Yassine Bensghir 3 min 36 s 49                                                                 | Imad Touil 3 min 36 s 71                                                                          |
| 5 000 mètres | Rabah Aboud 13 min 38 s 01                                                        | Othmane El Goumri 13 min 38 s 24                                                               | Aziz Lahbabi 13 min 40 s 33                                                                       |
| 10 000 mètres | Polat Kemboi Arıkan 28 min 17 s 26                                                | Aziz Lahbabi 28 min 55 s 24                                                                    | Soufiyan Bouqantar 28 min 57 s 22                                                                 |
| 110 mètres haies | Konstadínos Douvalídis 13 s 45 CR                                                 | Thomas Martinot-Lagarde 13 s 48                                                                | Othman Hadj Lazib 13 s 61                                                                         |
| 400 mètres haies | Emir Bekrić 48 s 83 CR                                                            | Miloud Rahmani 49 s 34                                                                         | Hugo Grillas 49 s 92                                                                              |
| 3 000 mètres steeple | Amor Ben Yahia 8 min 14 s 05                                                      | Tarık Langat Akdağ 8 min 20 s 08                                                               | Hamid Ezzine 8 min 21 s 03                                                                        |
| 4 × 100 mètres | Italie Simone Collio Davide Manenti Jacques Riparelli Michael Tumi 39 s 06        | Grèce Efthymios Steryoulis Christos Kalamaras Emmanouil Paterakis Panayiotis Andreadis 40 s 22 | Turquie İsmail Aslan Ferhat Altunkalem İzzet Safer Umutcan Emektaş 40 s 82                        |
| 4 × 400 mètres | Italie Lorenzo Valentini Isalbet Juarez Michele Tricca Matteo Galvan 3 min 4 s 61 | Turquie Mehmet Güzel Buğrahan Kocebeyoğlu Halit Kılıç Yavuz Can 3 min 5 s 28                   | Grèce Dimitrios Gravalos Petros Kyriakidis Periklis Iakovakis Konstadinos Nakopoulos 3 min 7 s 36 |
| Semi-marathon | Ruggero Pertile 1 h 7 min 7 s                                                     | Wissem Hosni 1 h 8 min 32 s                                                                    | Muzaffer Bayram 1 h 9 min 40 s                                                                    |
| Saut en hauteur | Konstadínos Baniótis 2,34 m CR                                                    | Silvano Chesani 2,28 m                                                                         | Fabrice Saint-Jean 2,24 m                                                                         |
| Saut à la perche | Giuseppe Gibilisco 5,70 m CR                                                      | Kévin Menaldo 5,60 m                                                                           | Giorgio Piantella 5,50 m                                                                          |
| Saut en longueur | Loúis Tsátoumas 8,14 m                                                            | Yeoryios Tsakonas 7,97 m                                                                       | Emanuele Catania 7,92 m                                                                           |
| Triple saut | Daniele Greco 17,13 m                                                             | Dimítrios Tsiámis 17,00 m                                                                      | Fabrizio Schembri 16,62 m                                                                         |
| Lancer du poids | Borja Vivas 19,99 m                                                               | Marin Premeru 19,72 m                                                                          | Hamza Alić 19,69 m                                                                                |
| Lancer du disque | Martin Marić 61,46 m                                                              | Ercüment Olgundeniz 61,46 m                                                                    | Danijel Furtula 61,44 m                                                                           |
| Lancer du marteau | Mostafa el-Gamel 76,68 m                                                          | Hassan Abdelgawad 74,96 m                                                                      | Nicola Vizzoni 74,86 m                                                                            |
| Lancer du javelot | Fatih Avan 83,84 m                                                                | Ihab Abdelrahman 82,45 m                                                                       | Spirídon Lebésis 78,53 m                                                                          |
| Records et Performances - AR : Record continental (area record) - CR : Record des championnats (championship record) - MR : Record du meeting (meet record) - NR : Record national (national record) - OR : Record olympique (olympic record) - PR : Record paralympique (paralympic record) - PB : Record personnel (personal best) - SB : Meilleure performance personnelle de la saison (season's best) - WL : Meilleure performance mondiale de l'année (world leader) - WJR : Record du monde junior (world junior record) - WR : Record du monde (world record) Circonstances et Conditions - DNF : N'a pas terminé (did not finish) - DNS : N'a pas pris le départ (did not start) - DQ : Disqualification (disqualification) - NM : Aucun essai valable enregistré (No Mark) - Q : Qualifié « directement » au prochain tour (ou à la prochaine compétition), lors d'une compétition majeure, grâce au classement ou à la réalisation des minima (automatic qualifier) - q : Qualifié au prochain tour (ou à la prochaine compétition), lors d'une compétition majeure, grâce au repêchage ou à la réalisation de l'une des meilleures performances parmi celles des « non qualifiés directement » (grâce au meilleur temps ou à la meilleure distance par exemple) (secondary qualifier) |                                                                                   |                                                                                                |                                                                                                   |

### Femmes
| 100 mètres | Ilenia Draisci 11 s 53                                                                                | Estela García 11 s 53                                                                      | Eléni Artymatá 11 s 55                                                    |                                |
| 200 mètres | Eléni Artymatá 23 s 18                                                                                | Libania Grenot 23 s 20                                                                     | Nimet Karakuş 23 s 40                                                     |                                |
| 400 mètres | Chiara Bazzoni 52 s 06                                                                                | Maria Benedicta Chigbolu 52 s 66                                                           | Agnès Raharolahy 52 s 90                                                  |                                |
| 800 mètres | Malika Akkaoui 2 min 00 s 72                                                                          | Siham Hilali 2 min 00 s 79                                                                 | Tuğba Koyuncu 2 min 01 s 74                                               |                                |
| 1 500 mètres | Siham Hilali 4 min 04 s 06                                                                            | Luiza Gega 4 min 05 s 63                                                                   | Tuğba Koyuncu 4 min 06 s 22                                               |                                |
| 5 000 mètres | Christine Bardelle 15 min 39 s 64                                                                     | Silvia Weissteiner 15 min 44 s 53                                                          | Elena Romagnolo 16 min 11 s 17                                            |                                |
| 10 000 mètres | Kenza Dahmani 32 min 42 s 47                                                                          | Elvan Abeylegesse 32 min 59 s 30                                                           | Souad Ait Salem 33 min 19 s 34                                            |                                |
| 100 mètres haies | Marzia Caravelli 12 s 92                                                                              | Veronica Borsi 13 s 05                                                                     | Marina Tomić 13 s 11                                                      |                                |
| 400 mètres haies | Hayat Lambarki 55 s 27                                                                                | Lamia Lhabz 55 s 51                                                                        | Manuela Gentili 55 s 89                                                   |                                |
| 3 000 mètres steeple | Amina Bettiche 9 min 40 s 71 CR                                                                       | Salima El Ouali Alami 9 min 43 s 71                                                        | Gülcan Mıngır 9 min 46 s 08                                               |                                |
| 4 × 100 mètres | Italie Audrey Alloh Ilenia Draisci Jessica Paoletta Micol Cattaneo 44 s 66                            | Chypre Paraskevi Andreou Anna Ramona Papaioannou Dimitra Kyriakidou Eleni Artymata 44 s 79 | Grèce Maria Gatou Agni Derveni Olympia Petsoudi Grigoria Keramida 45 s 12 |                                |
| 4 × 400 mètres | Italie Maria Enrica Spacca Elena Maria Bonfanti Maria Benedicta Chigbolu Chiara Bazzoni 3 min 32 s 44 | Turquie Saliha Ozyurt Birsen Engin Sema Apak Derya Yildirim 3 min 43 s 61                  | Pas d'autre médaille attribuée                                            | Pas d'autre médaille attribuée |
| Semi-marathon | Valeria Straneo 1 h 11 min 00 s                                                                       | Souad Ait Salem 1 h 13 min 54 s                                                            | Ummu Kiraz 1 h 16 min 51 s                                                |                                |
| 20 km marche | Eleonora Giorgi 1 h 39 min 13 s                                                                       | Raquel González 1 h 41 min 08 s                                                            | Antigoni Drisbioti 1 h 41 min 53 s                                        |                                |
| Saut en hauteur | Ana Šimić Burcu Ayhan Yüksel 1,92 m                                                                   | —                                                                                          | Adonia Steryiou 1,90 m                                                    |                                |
| Saut à la perche | Stella-Iro Ledaki 4,50 m                                                                              | Naroa Agirre 4,40 m                                                                        | Marion Buisson 4,40 m                                                     |                                |
| Saut en longueur | Nektaria Panayi 6,51 m                                                                                | Nina Kolarič 6,49 m                                                                        | Tania Vicenzino 6,38 m                                                    |                                |
| Triple saut | Athanasia Perra 14,48 m                                                                               | Snežana Rodic 14,36 m                                                                      | Baya Rahouli 14,04 m                                                      |                                |
| Lancer du disque | Sandra Perković 66,21 m                                                                               | Dragana Tomašević 61,88 m                                                                  | Chrysoula Anagnostopoulou 55,01 m                                         |                                |
| Lancer du marteau | Jessika Guehaseim 67,14 m                                                                             | Berta Castells 66,16 m                                                                     | Silvia Salis 62,52 m                                                      |                                |
| Lancer du javelot | Martina Ratej 60,28 m                                                                                 | Tatjana Jelača 57,88 m                                                                     | Noraida Bicet 57,65 m                                                     |                                |
| Heptathlon | Yassmina Omrani 5 802 pts                                                                             | Sofia Ifantidou 5 752 pts                                                                  | Serpil Kocak 5 158 pts                                                    |                                |
| Records et Performances - AR : Record continental (area record) - CR : Record des championnats (championship record) - MR : Record du meeting (meet record) - NR : Record national (national record) - OR : Record olympique (olympic record) - PR : Record paralympique (paralympic record) - PB : Record personnel (personal best) - SB : Meilleure performance personnelle de la saison (season's best) - WL : Meilleure performance mondiale de l'année (world leader) - WJR : Record du monde junior (world junior record) - WR : Record du monde (world record) Circonstances et Conditions - DNF : N'a pas terminé (did not finish) - DNS : N'a pas pris le départ (did not start) - DQ : Disqualification (disqualification) - NM : Aucun essai valable enregistré (No Mark) - Q : Qualifié « directement » au prochain tour (ou à la prochaine compétition), lors d'une compétition majeure, grâce au classement ou à la réalisation des minima (automatic qualifier) - q : Qualifié au prochain tour (ou à la prochaine compétition), lors d'une compétition majeure, grâce au repêchage ou à la réalisation de l'une des meilleures performances parmi celles des « non qualifiés directement » (grâce au meilleur temps ou à la meilleure distance par exemple) (secondary qualifier) | |                                                                                            |                                                                           |                                |

### Épreuve handisport
| Épreuve                   | Or                          | Argent                     | Bronze                       |
| ------------------------- | --------------------------- | -------------------------- | ---------------------------- |
| 1 500 mètres T54 masculin | Julien Casoli 3 min 26 s 66 | Roger Puigbo 3 min 26 s 70 | Yassine Gharbi 3 min 26 s 81 |

## Tableau des médailles
| Rang | Nation             | Or | Argent | Bronze | Total |
| ---- | ------------------ | -- | ------ | ------ | ----- |
| 1    | Italie             | 13 | 5      | 9      | 27    |
| 2    | Grèce              | 6  | 4      | 6      | 16    |
| 3    | Turquie            | 5  | 7      | 8      | 20    |
| 4    | France             | 4  | 2      | 5      | 11    |
| 5    | Algérie            | 4  | 2      | 4      | 10    |
| 6    | Maroc              | 3  | 7      | 3      | 13    |
| 7    | Croatie            | 3  | 1      | 0      | 4     |
| 8    | Chypre             | 2  | 1      | 1      | 4     |
| 9    | Espagne            | 1  | 5      | 2      | 8     |
| 10   | Égypte             | 1  | 3      | 1      | 5     |
| 11   | Slovénie           | 1  | 2      | 1      | 4     |
| 12   | Serbie             | 1  | 2      | 0      | 3     |
| 13   | Tunisie            | 1  | 1      | 1      | 3     |
| 14   | Albanie            | 0  | 1      | 0      | 1     |
| 15   | Bosnie-Herzégovine | 0  | 0      | 1      | 1     |
| 15   | Monténégro         | 0  | 0      | 1      | 1     |